# 穆拉尔
穆拉尔（法語：Moulhard，法語發音：[mulaʁ]）是法国厄尔-卢瓦省的一个市镇，属于诺让勒罗特鲁区。

## 地理
穆拉尔（48°12'30"N, 1°2'42"E）面积11.17 平方千米，位于法国中央-卢瓦尔河谷大区厄尔-卢瓦省，该省份为法国北部内陆省份，北起顺时针与厄尔省、伊夫林省、埃松省、卢瓦雷省、卢瓦-谢尔省、萨尔特省和奧恩省接壤。
与穆拉尔接壤的市镇（或旧市镇、城区）包括：吕尼、安韦尔、莱索泰勒-维勒维永。
穆拉尔的时区为UTC+01:00、UTC+02:00（夏令时）。

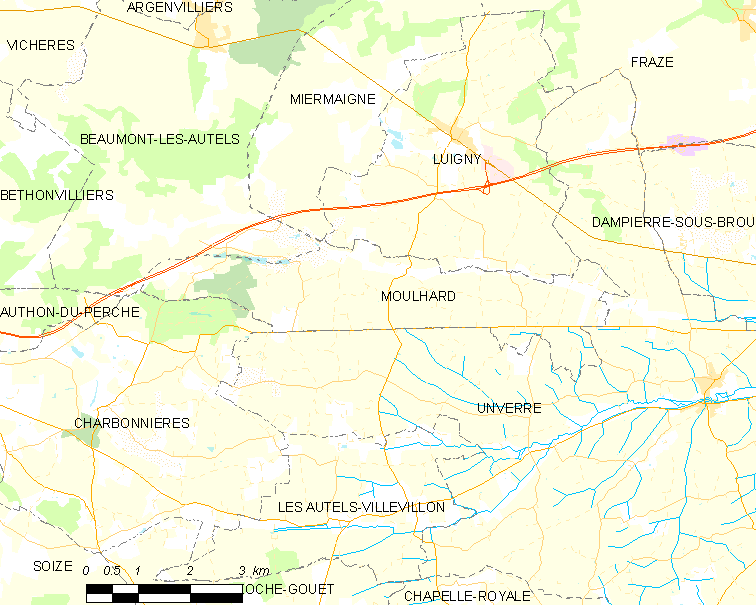
穆拉尔的OSM定位图

## 行政
穆拉尔的邮政编码为28160，INSEE市镇编码为28273。

## 政治
穆拉尔所属的省级选区为布鲁县。

## 人口

1962-2008年间穆拉尔人口变化图示

穆拉尔于2022年1月1日时的人口数量为139人。